# Sportåret 1863

## Händelser

### Boxning
- 5 maj — Joe Coburn besegrar Mike McCoole efter 67 omgångar och erkänns allmänt som amerikansk mästare.[1]
- 10 december — Tom King besegrar John C. Heenan i 24:e ronden och återtar den engelska mästerskapstiteln.[2]  Matchen blir Heenans sista.[3]

### Cricket
- Okänt datum - County Championship spelas inte detta år [4].

### Fotboll
- 26 oktober - Representanter för olika engelska fotbollsklubbar träffas och bildar Football Association (FA).[5]
- 8 december - FA fastställer regler för fotboll, vilket kan ses som den moderna fotbollens födelse. Det är i princip dessa regler, som används för fotboll än i dag och härigenom blir det definitivt en egen sport, helt skild från rugbyfotboll [6].
- Stoke City FC bildas i England och är därmed en av de äldsta professionella fotbollsklubbarna i världen efter Notts County.

### Rodd
- 28 mars - Oxfords universitet vinner universitetsrodden mot Universitetet i Cambridge.

## Födda
- 1 januari – Pierre de Coubertin, de moderna olympiska spelens skapare.
- 2 april – Mabel Cahill, irländsk tennisspelare.
- 26 maj – Bob Fitzsimmons, brittisk boxare.
- 3 november – Blanche Bingley Hillyard, brittisk tennisspelare.

### Fotnoter
1. ↑  Cyber Boxing Zone – Joe Coburn. läst 8 november 2009.
2. ↑  Cyber Boxing Zone – Tom King. läst 8 november 2009.
3. ↑  Cyber Boxing Zone – John C. Heenan. läst 8 november 2009.
4. ↑  En inofficiell titel fram till december 1889 då första officiella County Championship spelades.
5. ↑  ”Chronology of Sports”. Arkiverad från originalet den 22 juli 2011. https://web.archive.org/web/20110722012455/http://worldtimeline.info/sports/. Läst 18 juli 2011.
6. ↑  ”Populär historia”. Arkiverad från originalet den 20 augusti 2010. https://web.archive.org/web/20100820071655/http://www.popularhistoria.se/o.o.i.s/454. Läst 16 mars 2011.